# 葉鋌
葉鋌（1451年—？），字惟剛，福建福州府閩縣人，民籍，明朝政治人物。

## 生平
成化十六年（1480年），福建庚子乡试中舉。成化二十三年（1487年）登丁未科會進士。

## 家族
曾祖葉濬；祖父葉真元；父葉思永，義官。母邵氏。永感下。